# Abomey
Abomey város Beninben. Lakossága 2012-ben 90 ezer fő volt. 
Katolikus püspöki székhely. A 18-19. században épült abomeyi királyi paloták az UNESCO világörökség részét képezik.
Abomey a Dahomey Királyság fővárosa volt. A várost 1658-ban alapította Vegbadzsi fon uralkodó. (Ismeretlen korábbi forrás szerint 1625-ben alapították.) A királyság különlegessége volt, hogy állandó amazon hadsereggel rendelkezett, melyet az 1708-ban trónra került Agadsa király hozott létre. Katonailag az amazon sereget Ghezo király (1818-1858) fejlesztette ki és szervezte meg, mely női gyalogságból, női tüzérségből és fiatal lányokból álló nyíllövő osztagból állt. Ghezo király 1834-ben Szavé, 1840-ben pedig Atakpamé városát foglalta el ezzel a seregével. A település a rabszolga-kereskedelem egyik központja volt a térségben. A franciák 1892-ben felgyújtották és lerombolták, majd 1905-ben ugyanők újjáépítették és megépítették az Abomey és Cotonou közötti vasutat. 

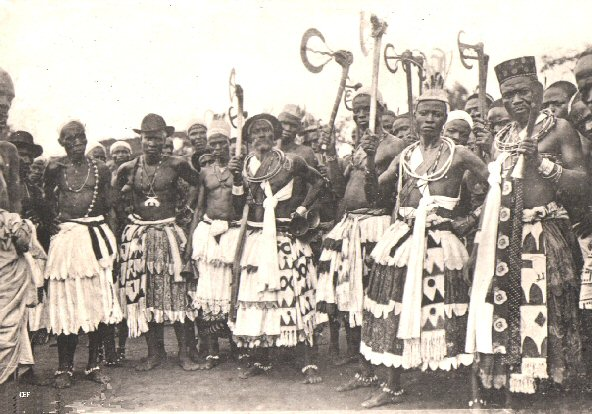
Törzsi ünnepség Abomeyben